# Euodus (Freigelassener)
Euodus (griechisch Εὔοδος) war ein Freigelassener, der im Herbst 48 n. Chr. die Hinrichtung der römischen Kaiserin Valeria Messalina überwachte.
Nachdem Messalina, die dritte Gattin des Kaisers Claudius, 48 n. Chr. ohne Wissen ihres Gemahls eine neue Ehe mit Gaius Silius eingegangen war, betrieb der um seine mächtige Stellung fürchtende Freigelassene Narcissus ihren Sturz. Er informierte den in Ostia weilenden Princeps über das Verhalten seiner Gemahlin und geleitete ihn nach Rom zurück, woraufhin es zur Verurteilung und Hinrichtung mehrerer in die Affäre verwickelter Personen kam. Als aber der seiner Gattin gegenüber stets nachsichtige Claudius mit der Exekution Messalinas zögerte und ihr noch Gehör für ihre Rechtfertigung schenken wollte, fingierte Narcissus einen angeblichen Mordbefehl des Kaisers und schickte einen Tribunen und Zenturionen zur Tötung der Kaiserin aus. Euodus begleitete den Trupp, wobei ihm die Rolle eines Aufsichtsführers und Vollstreckers zukam. Als sie in den Gärten des Lucullus auf die am Boden neben ihrer Mutter Domitia Lepida kauernde Messalina stießen, wurde diese von Euodus beschimpft, während der Tribun schwieg, aber die Kaiserin kurz darauf, als sie sich nicht zum Selbstmord fähig erwies, mit einem Schwert erstach.
Es sind sonst keine weiteren Angaben über Euodus überliefert. Er könnte mit dem gleichnamigen Freigelassenen des Tiberius identisch sein, der bei diesem Kaiser in dessen letztem Lebensjahr (37 n. Chr.) bedeutenden Einfluss besaß.